# Unicafiber

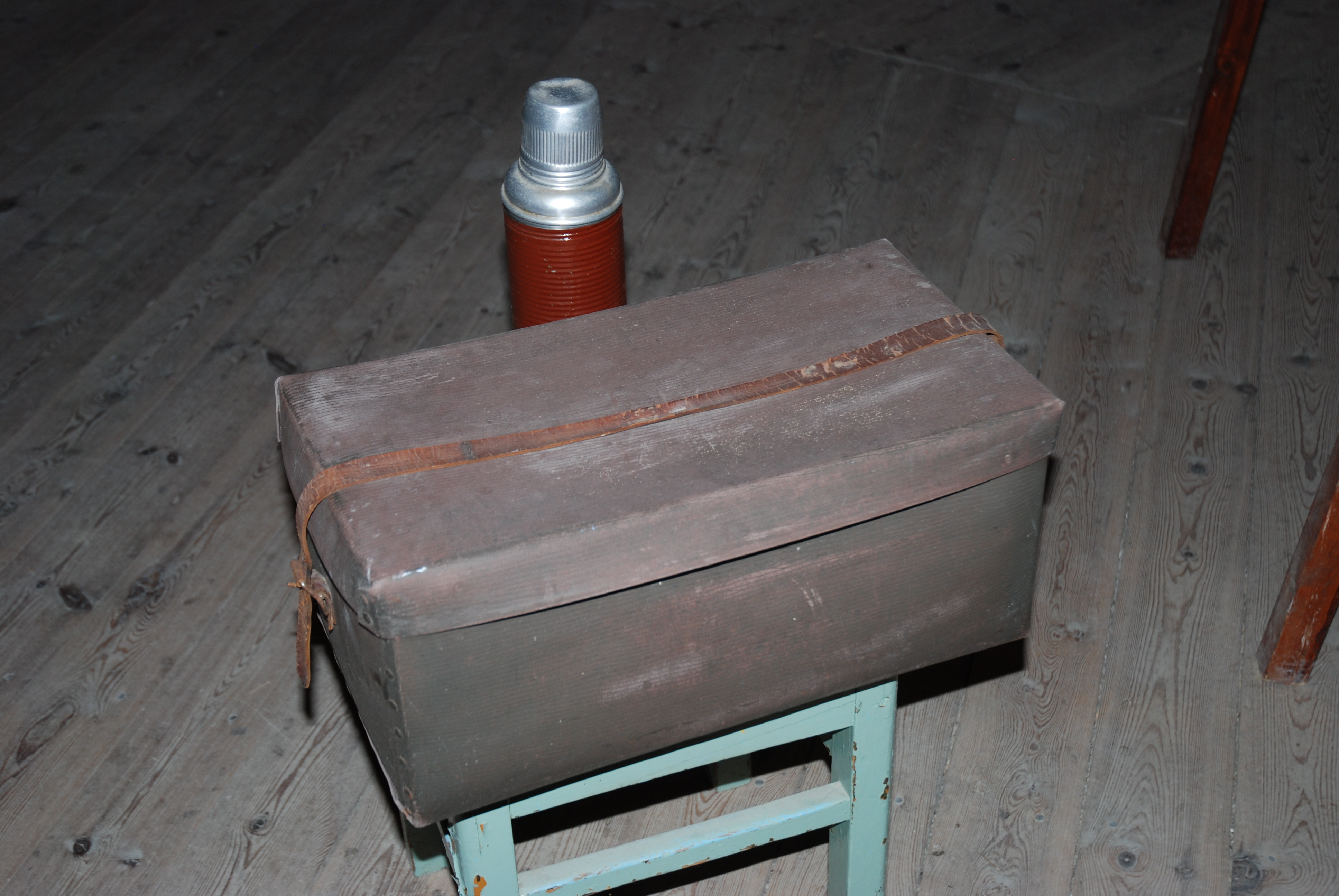
Unicabok för lunchmatsäck

Unica-fiber är en typ av vulkaniserad pappersfiber baserad på bland annat returpapp. Den tillverkades bland annat vid Alstermo Bruk och användes vid tillverkning av Unicaboxar. Liknande skapades också på andra ställen några år senare såsom i slutet av 1890-talet av Gustaf Grevilli, och då baserat på en typ av bomullslump vid Katrinefors pappersbruk i Mariestad. Avsikten var att tillverka drivremmar för industrin, men den huvudsakliga användningen blev istället för diverse förvaringslådor, matboxar, och till resväskor.
Tillverkningen skedde vid Aktiebolaget Tidan i Mariestad och en stor del av produktionen gick, i form av ark, på export till utländska tillverkare av reseeffekter. År 1958 avslutades produktionen av Unicaboxar vid AB Tidan.